# Wild Hope
Wild Hope è il settimo album della cantante statunitense Mandy Moore, uscito nel 2007, il primo album della cantante ad essere scritto da lei stessa.

## Il disco
Nella settimana d'uscita l'album vende oltre 25 000 copie.
Dall'uscita ad oggi l'album vende circa 220 000 copie.
L'album rispecchia l'evoluzione artistica della cantante e riceve critiche positive.
Il primo singolo è "Extraordinary", che mostra la stessa Moore con sonorità più mature a differenza dei suoi precedenti singoli.
Il singolo riscuote un discreto successo negli USA e viene anche inserito nella colonna sonora del film "Georgia rule".
Il disco viene descritto come un ritorno da parte della Moore nel mondo della musica, dopo un'assenza prolungata di circa quattro anni a causa della carriera cinematografica dell'artista.
Il secondo singolo è Nothing That you are, con sonorità più vicine al Rock-Country-Pop, non riscuote alcun successo in America.
La stessa cantante ha dichiarato di aver scritto la canzone per la fine della sua relazione con il tennista statunitense Andy Roddick, una storia d'amore durata altre due anni.

## Tracklist
1. Extraordinary
2. All Good Things
3. Slummin In Paradise
4. Most Of Me
5. Few Days Down
6. Can't You Just Adore Her
7. Looking Forward To Looking Back
8. Wild Hope
9. Nothing That You Are
10. Latest Mistake
11. Ladies Choice
12. Gardenia